# Васил Мицковски
Васил Настев Мицковски е български революционер, Крушевски войвода на Вътрешната македоно-одринска революционна организация.

## Биография
Васил Мицковски е роден на 18 януари 1886 година в Крушево, тогава в Османската империя. Присъединява се към ВМОРО и през Илинденско-Преображенското въстание е в четата на Пито Гули. След потушаването на въстанието се легализира и става член на градската терористична чета. От 1906 година до Младотурската революция от 1908 година е районен войвода в Крушевско. След Балканската война сръбската власт го държи година в затвор, след това е насила мобилизиран в сръбската армия. Дезертира и организира чета, с която се сражава със сърбите до 1915 година.